# پیتر لدیفوگید
پیتر لدیفوگید (انگلیسی: Peter Ladefoged؛ ۱۷ سپتامبر ۱۹۲۵ – ۲۴ ژانویهٔ ۲۰۰۶) زبان‌شناس و آواشناس اهل بریتانیا بود.